# Ruleville
Ruleville es una ciudad del condado de Sunflower, Misisipi, Estados Unidos. Según el censo de 2000 tenía una población de 3.234 habitantes y una densidad de población de 493.5 hab/km².

## Demografía
Según el censo de 2000, había 3.234 personas, 1.020 hogares y 774 familias residiendo en la localidad. La densidad de población era de 493,5 hab./km². Había 1.096 viviendas con una densidad media de 167,3 viviendas/km². El 18,65% de los habitantes eran blancos, el 80,77% afroamericanos, el 0,06% amerindios, el 0,43% asiáticos, el 0,03% de otras razas y el 0,06% pertenecía a dos o más razas. El 0,87% de la población eran hispanos o latinos de cualquier raza.
Según el censo, de los 1.020 hogares en el 36,6% había menores de 18 años, el 35,5% pertenecía a parejas casadas, el 34,6% tenía a una mujer como cabeza de familia y el 24,1% no eran familias. El 21,4% de los hogares estaba compuesto por un único individuo y el 11,7% pertenecía a alguien mayor de 65 años viviendo solo. El tamaño promedio de los hogares era de 3,03 personas y el de las familias de 3,55.
La población estaba distribuida en un 31,3% de habitantes menores de 18 años, un 11,2% entre 18 y 24 años, un 23,0% de 25 a 44, un 19,2% de 45 a 64 y un 15,3% de 65 años o mayores. La media de edad era 31 años. Por cada 100 mujeres había 80,7 hombres. Por cada 100 mujeres de 18 años o más, había 71,5 hombres.
Los ingresos medios por hogar en la localidad eran de 21.351 dólares ($) y los ingresos medios por familia eran 23.036 $. Los hombres tenían unos ingresos medios de 25.104 $ frente a los 21.063 $ para las mujeres. La renta per cápita para la ciudad era de 11.664 $. El 36,0% de la población y el 29,5% de las familias estaban por debajo del umbral de pobreza. El 47,7% de los menores de 18 años y el 27,4% de los habitantes de 65 años o más vivían por debajo del umbral de pobreza.

## Geografía
Según la Oficina del Censo de los Estados Unidos, la localidad tiene un área total de 6,6 km², todos ellos correspondientes a tierra firme.